# Crataegus lancei
Crataegus lancei — вид квіткових рослин із родини трояндових (Rosaceae).

## Біоморфологічна характеристика
Це дерево чи кущ 50–80 дм заввишки; гілки ± плакучі. Нові гілочки запушені, 1-річні від пурпурно-коричневого до чорнуватого забарвлення, старші темно-сірі; колючки на гілочках відсутні чи численні, ± прямі, 1-річні від пурпурно-коричневого до чорнуватого забарвлення, тонкі, 3–4 см. Листки: ніжки листків 15–25% від довжини пластин, запушені, залозисті; листові пластини зазвичай від вузько-зворотно-яйцюватих до зворотно-яйцювато-кутастих, іноді зворотно-ланцетні, 2–3 см, тонкі, основа клиноподібна, часточок 0 чи 1–2(3) на кожному боці дистально, короткі, верхівки часток майже гострі, краї залозисті, верхівка від гострої до тупої, поверхні запушені молодими, стають голими, пазуха головної жилки знизу з пучками волосся. Суцвіття 3–7-квіткові. Квітки 10–12 мм у діаметрі; гіпантій густо запушений; чашолистки трикутні, 3–4 мм; пиляки кремові. Яблука часто від мідного до темно-червоного забарвлення, майже кулясті, 10 мм у діаметрі, запушені. Період цвітіння: квітень — вересень; період плодоношення: серпень і вересень.

## Ареал
Ендемік південного сходу США (Алабама, Флорида, Джорджія, Північна Кароліна, Південна Кароліна).
Населяє відкриті чагарники, відкриті ліси; на висотах 0–800 метрів.